# Релятивістські частинки
Релятивістські частинки — це частинки, які рухаються зі швидкостями, що наближаються до швидкості світла {\displaystyle c} (так звані релятивістські швидкості). Для них стають важливими ефекти теорії відносності, у першу чергу залежність енергії {\displaystyle E} від швидкості {\displaystyle E=m_{0}c^{2}/{\sqrt {1-(v/c)^{2}}}}, де {\displaystyle m_{0}} — маса спокою частинки, {\displaystyle v} — її швидкість. При цьому імпульс частинки задається формулою {\displaystyle p=m_{0}v/{\sqrt {1-(v/c)^{2}}}}. Кінетична енергія релятивістської частинки перевищує або дорівнює подвоєній енергії спокою {\displaystyle E} ≥ {\displaystyle 2m_{0}c^{2}}. Звідси випливає (враховуючи перетворення Лоренца), що швидкість релятивістської частинки складає 86.6 або більше відсотків від швидкості світла {\displaystyle c} .
Ультрарелятивістськими називаються частинки, у яких кінетична енергія набагато більше енергії спокою. Граничним випадком є частинки з масою спокою {\displaystyle m_{0}=0} і {\displaystyle v=c}. Енергія такої частинки пов'язана з його імпульсом співвідношенням {\displaystyle E=|p|c}. Такі безмасові частинки (фотон, гравітон, глюон та інші) завжди релятивістські, тому що існують, тільки рухаючись зі швидкістю світла.

Народження релятивістських частинок при взаємодії релятивістського протона з молекулами атмосфери.

Відповідно до теорії відносності, час життя {\displaystyle t} нестабільних релятивістських частинок розтягується і визначається формулою:
{\displaystyle t=t_{0}{\sqrt {1-(v/c)^{2}}}\ }.
Де {\displaystyle t_{0}} — час життя частинки, що покоїться.
Процеси взаємодії релятивістських частинок мають характерну особливість: рух народжених частинок або розсіювання частинок в такій взаємодії відбувається переважно вперед — в напрямку налітаючої релятивістської частинки.
У астрофізиці важливе значення мають релятивістські електрони, що виникають при прискоренні в космічних електромагнітних полях і утворюють синхротронне випромінювання. (Наприклад, синхротронне випромінювання утворюють нейтронні зорі). Масивні релятивістські частинки утворюються в спеціальних прискорювачах елементарних частинок. Розігнані на прискорювачах пучки релятивістські частинки використовують в експериментальній фізиці елементарних частинок.
Ще одне джерело релятивістських частинок — радіоактивний розпад атомних ядер (бета-розпад).
При русі в середовищі зарядженої релятивістської частинки зі швидкістю, що перевищує швидкість світла в цьому середовищі, виникає так зване випромінювання Вавілова-Черенкова.